# Ounasjoki
Der Ounasjoki [ˈɔu̯nɑsjɔki] ist ein rechter Nebenfluss des Kemijoki, der im finnischen Teil Lapplands entspringt. Er geht aus dem Ounasjärvi südlich der Ortschaft Hetta (Enontekiö) hervor. Von dort fließt der Ounasjoki zunächst in Richtung Osten und macht dann eine scharfe Kurve, die ihn östlich des Pallas-Ounastunturi-Massivs in südöstliche Richtung weiterfließen lässt.
Der Ounasjoki ist einer der längsten Flüsse in Finnland; er mündet in Rovaniemi in den Kemijoki.